# روبرت لودفيجوفيتش بارتيني
روبرت لودفيجوفيتش بارتيني (بالروسية: Роберт Людвигович Бартини) (14 مايو 1897 - 6 ديسمبر 1978) كان مصمم طائرات وعالمًا سوفيتيًّا إيطالي المولد، اشترك في تطوير العديد من المشاريع الناجحة لطائرات تجريبية. وهو من رواد تصاميم الطائرات البرمائية ومركبات تأثير الأرض. كان واحدًا من أشهر المهندسين في الاتحاد السوفيتي ولُقب بالبارون الأحمر نظرًا لكونه من عائلة من النبلاء.

## النشأة
وُلد روبرتو بارتيني في 14 مايو 1897 في فيومي، في الإمبراطورية النمساوية المجرية (الآن رييكا في كورواتيا). وهو ابن لفتاة غير متزوجة عمرها 17 عامًا، تنتمي لعائلة نبيلة. أما والده لودوفيتشو أوروس دي بارتيني، فكان بارونًا من نبلاء البلاد وحاكمًا لفيومي. يقال أن والدته أغرقت نفسها بعد وقت قصير من ميلاد روبرتو؛ وذلك بعدما رفض لودوفيتشو الاعتراف به. إلا أن الوالد لودوفيتشو اعترف بروبرتو في النهاية ومنحه اسم ربورتو أروس دي بارتيني، نُقلت الوصاية على روبرتو إلى أقارب من مدينة مسكولفيك (في المجر حاليًّا). وبالرغم من خلفيته النبيلة القوية، كان أقارب بارتيني فقراء أرستقراطيين، ومنحوا الوصاية عليه لعائلة فلاحين.
تخرج بارتيني من الجيمنازيوم في 1915، ومع اندلاع الحرب العالمية الأولى جُند في جيش الإمبراطورية المجرية النمساوية وأُرسل إلى مدرسة للضباط الاحتياط في سلوفاكيا الحالية. وبعد التخرج في 1916، أرسل بارتيني إلى الجبهة الشرقية حيث أسره الجنود الروس في يونيو 1916 واعتُقل في معسكر لأسرى الحرب بالقرب من خاباروفسك في الشرق الأقصى الروسي. ظل هناك حتى انتهاء الحرب إلى أن أطلق سراحه في 1920. عاد بارتيني لوطنه ليجد الإيطاليين والسولفاك يتقاتلون على إدارة فيومي، بالإضافة إلى إيطاليا ومملكة الصرب والكروات والسولفاك، ما أدى إلى ولاية فيومي الحرة. انتقل بارتيني إلى إيطاليا وحصل على الجنسية، وهناك أصبح عضوًا في الحزب الشيوعي الإيطالي والتحق بمدرسة الطيران في 1921، حيث بدأ دراسة الطيران في جامعة البوليتكنيك في ميلانو.

## استشهادات
1. ↑  Ciampaglia 2009, p. 28.
2. ↑  Ciampaglia 2009, pp. 11-12.